# Jelle Wallays
Jelle Wallays (Roeselare, 11 de mayo de 1989) es un ciclista belga que fue profesional desde 2011 hasta 2023. Su hermano Jens también fue ciclista profesional.

## Palmarés
2010
- Gran Premio Criquielion
- París-Tours sub-23

2011
- 3.º en el Campeonato de Bélgica en Ruta

2013
- 1 etapa del World Ports Classic

2014
- Circuito de Houtland
- París-Tours

2015
- A través de Flandes
- Gran Premio Criquielion
- Dúo Normando (junto a Victor Campenaerts)

2016
- Gran Premio Pino Cerami

2018
- 1 etapa de la Vuelta a San Juan
- 1 etapa de la Vuelta a España

2019
- París-Tours

## Resultados en Grandes Vueltas
| Carrera | Carrera         | 2011 | 2012 | 2013 | 2014 | 2015 | 2016 | 2017  | 2018  | 2019  | 2020 | 2021  | 2022 | 2023 |
| ------- | --------------- | ---- | ---- | ---- | ---- | ---- | ---- | ----- | ----- | ----- | ---- | ----- | ---- | ---- |
|         | Giro de Italia  | —    | —    | —    | —    | —    | —    | —     | —     | —     | —    | —     | —    | —    |
|         | Tour de Francia | —    | —    | —    | —    | —    | —    | —     | —     | —     | —    | 131.º | —    | —    |
|         | Vuelta a España | —    | —    | —    | —    | —    | 92.º | 151.º | 143.º | 144.º | —    | —     | —    | —    |

—: no participa

Ab.: abandono

## Equipos
- Topsport Vlaanderen (2010[2] -2015)
  - Topsport Vlaanderen-Mercator (2010-2012)
  - Topsport Vlaanderen-Baloise (2013-2015)
- Lotto Soudal (2016-2020)
- Cofidis[3] (2021-2023)